# Carrera (apellido)
Carrera  (también De la Carrera , Karrera,   Carreras ) Es un apellido de origen italiano, Perteneciente a la nobleza Marchesi Adscrito a la ciudadanía de Mantua noble, desde el siglo XVI. El Beato Mateo, protector Dominicana de Vigevano está allí murió en 1472 y el Venerable Catalina murió en 1577, cuyos restos se veneran en la catedral de Mantua. A Jun. Francisco Carreras, notario célebre, fue encargado por Louis III, segundo marqués de Mantua.
De acuerdo a mis investigaciones (fuente HRC) el apellido Carrera, proviene del término en latín "carrarius" usado en la Hispania Romana para definir las vías o caminos carrozables, construidos por los Romanos para unir el Imperio. Entonces el apellido Carreras o De la Carreras, tendría un origen locativo, es decir usado para identificar a alguien que vivía o tenía propiedades cerca de un "Carrarius".
Se sabe que los carreras radican actualmente en :
1. Colombia
2. Ecuador
3. Guatemala
4. Perú
5. Chile
6. República Dominicana
7. México
8. Florencia
9. Argentina
10. Venezuela
11. Paraguay
12. España

## Las armas
En campo de sinople, seis fajas ondeadas de plata; bordura de plata, con siete gavinales de sable, cargado cada una de una letra de oro, formando la palabra REQUIEM.